# Coupe de la Ligue de rugby à XV 2000-2001
Navigation
Coupe de la Ligue 2001-2002
La Coupe de la Ligue de rugby à XV 2000-2001 est la 1re édition de la compétition organisée par la Ligue nationale de rugby.
Elle fut remportée par l'AS Montferrand qui bat le FC Auch en finale.

## Format
Cette édition se compose en deux parties : une première phase de qualifications avec des poules, puis une phase finale allant des quarts de finale à une finale.
Le Midi olympique est critique, à l'égard de cette compétition, car l'écart de niveau entre la première et la seconde division professionnelle se fait ressentir dans certaines poules, notamment dans le Groupe 3 avec le Racing CF (Élite 2) ayant une différence de (-323) et subissant deux cuisantes défaites à plus de 100 points.

## Participants
Les clubs concourants pour la Coupe de la Ligue sont issus des deux divisions professionnelles des saisons 2000-2001 et comptent 33 participants.
| Élite 1 (21 clubs) | Élite 2 (12 clubs) |
| --- | --- |
| - Stade français CASG Ch - AS Béziers Hérault Ch - AS Montferrand - Stade rochelais - Biarritz olympique - Castres olympique - CA Bègles Bordeaux - CA Brive - CA Périgueux - CS Bourgoin-Jallieu - FC Auch - FC Grenoble - RC Narbonne - SU Agen - Stade aurillacois - Stade montois - Stade toulousain - Section paloise - USA Perpignan - US Dax - US Colomiers | - Racing CF R - RC Nîmes R - RC Toulon R - US Montauban R - Aviron bayonnais - FCS Rumilly - Istres Sports - Lannemezan Tarbes Hautes-Pyrénées - Montpellier RC - RC Aubenas - US Marmande - US Tyrosse |

## Phase qualificative
Les 33 clubs sont répartis dans 4 groupes (trois poules de 8 et une seule de 9 clubs) dans des matchs allers-retours.
Les deux premiers de chaque poules se qualifient pour les quarts de finale.

### Groupe 1
| no | Club                 | Pts | J | V | N | D | Bo. | Diff. |
| -- | -------------------- | --- | - | - | - | - | --- | ----- |
| 1  | FC Auch              | 22  | 6 | 5 | 0 | 1 | 2   | 66    |
| 2  | Section paloise      | 21  | 6 | 4 | 1 | 1 | 3   | 22    |
| 3  | Stade montois        | 20  | 6 | 4 | 0 | 2 | 4   | 81    |
| 4  | Biarritz olympique   | 20  | 6 | 4 | 0 | 2 | 4   | 68    |
| 5  | US Dax               | 15  | 6 | 3 | 1 | 2 | 1   | 46    |
| 6  | Aviron bayonnais     | 10  | 6 | 2 | 0 | 4 | 2   | -70   |
| 7  | US Tyrosse           | 5   | 6 | 1 | 0 | 5 | 1   | -94   |
| 8  | Lannemezan Tarbes HP | 0   | 6 | 0 | 0 | 6 | 0   | -119  |

| Date             | Équipe (domicile)  | Score   | Équipe (extérieur) |
| ---------------- | ------------------ | ------- | ------------------ |
| 5 novembre 2000  | Aviron bayonnais   | 14 - 19 | US Dax             |
| 5 novembre 2000  | FC Auch            | 27 - 16 | Stade montois      |
| 5 novembre 2000  | Section paloise    | 27 - 16 | Lannemezan Tarbes  |
| 5 novembre 2000  | US Tyrosse         | 10 - 23 | Biarritz olympique |
| 12 novembre 2000 | Biarritz olympique | 28 - 13 | Aviron bayonnais   |
| 12 novembre 2000 | Lannemezan Tarbes  | 20 - 39 | FC Auch            |
| 12 novembre 2000 | Stade montois      | 36 - 10 | US Tyrosse         |
| 12 novembre 2000 | US Dax             | 7 - 7   | Section paloise    |
| 19 novembre 2000 | Aviron bayonnais   | 25 - 12 | FC Auch            |
| 19 novembre 2000 | Section paloise    | 41 - 26 | Biarritz olympique |
| 19 novembre 2000 | Stade montois      | 39 - 7  | Lannemezan Tarbes  |
| 19 novembre 2000 | US Tyrosse         | 17 - 23 | US Dax             |
| 3 février 2001   | Biarritz olympique | 43 - 8  | US Tyrosse         |
| 3 février 2001   | Lannemezan Tarbes  | 28 - 41 | Section paloise    |
| 3 février 2001   | Stade montois      | 20 - 23 | FC Auch            |
| 3 février 2001   | US Dax             | 55 - 6  | Aviron bayonnais   |
| 17 février 2001  | Aviron bayonnais   | 27 - 22 | Biarritz olympique |
| 17 février 2001  | FC Auch Gers       | 38 - 11 | Lannemezan Tarbes  |
| 17 février 2001  | Section paloise    | 18 - 10 | US Dax             |
| 17 février 2001  | US Tyrosse         | 16 - 36 | Stade montois      |
| 3 mars 2001      | Biarritz olympique | 39 - 14 | Section paloise    |
| 3 mars 2001      | Lannemezan Tarbes  | 15 - 32 | Section paloise    |
| 3 mars 2001      | FC Auch            | 25 - 6  | Aviron bayonnais   |
| 3 mars 2001      | US Dax             | 6 - 12  | US Tyrosse         |

### Groupe 2
| no | Club               | Pts | J | V | N | D | Bo. | Diff. |
| -- | ------------------ | --- | - | - | - | - | --- | ----- |
| 1  | Stade rochelais    | 21  | 6 | 4 | 0 | 2 | 5   | 103   |
| 2  | CA Périgueux       | 20  | 6 | 4 | 0 | 2 | 4   | 2     |
| 3  | CA Brive           | 16  | 6 | 3 | 0 | 3 | 4   | 45    |
| 4  | CA Bègles Bordeaux | 15  | 6 | 3 | 0 | 3 | 3   | -28   |
| 5  | SU Agen            | 14  | 6 | 3 | 0 | 3 | 2   | -13   |
| 6  | US Colomiers       | 11  | 6 | 2 | 1 | 3 | 1   | -40   |
| 7  | US Montauban       | 11  | 6 | 2 | 1 | 3 | 1   | -41   |
| 8  | US Marmande        | 10  | 6 | 2 | 0 | 4 | 2   | -28   |

| Date             | Équipe (domicile)  | Score   | Équipe (extérieur) |
| ---------------- | ------------------ | ------- | ------------------ |
| 5 novembre 2000  | CA Périgueux       | 35 - 17 | US Colomiers       |
| 5 novembre 2000  | Stade rochelais    | 33 - 0  | CA Bègles Bordeaux |
| 5 novembre 2000  | US Marmande        | 29 - 20 | SU Agen            |
| 5 novembre 2000  | US Montauban       | 13 - 31 | CA Brive           |
| 12 novembre 2000 | CA Bègles Bordeaux | 40 - 26 | CA Brive           |
| 12 novembre 2000 | US Colomiers       | 14 - 5  | US Montauban       |
| 12 novembre 2000 | SU Agen            | 7 - 45  | Stade rochelais    |
| 12 novembre 2000 | US Marmande        | 26 - 34 | CA Périgueux       |
| 19 novembre 2000 | CA Bègles Bordeaux | 44 - 16 | US Marmande        |
| 19 novembre 2000 | CA Brive           | 56 - 8  | CA Périgueux       |
| 19 novembre 2000 | SU Agen            | 31 - 10 | US Colomiers       |
| 19 novembre 2000 | US Montauban       | 31 - 17 | Stade rochelais    |
| 3 février 2001   | CA Bègles Bordeaux | 49 - 35 | Stade rochelais    |
| 3 février 2001   | CA Brive           | 12 - 24 | US Montauban       |
| 3 février 2001   | US Colomiers       | 36 - 22 | CA Périgueux       |
| 3 février 2001   | SU Agen            | 19 - 10 | US Marmande        |
| 17 février 2001  | CA Brive           | 34 -12  | CA Bègles Bordeaux |
| 17 février 2001  | CA Périgueux       | 36 - 15 | US Marmande        |
| 17 février 2001  | Stade rochelais    | 30 - 10 | SU Agen            |
| 17 février 2001  | US Montauban       | 17 - 17 | US Colomiers       |
| 3 mars 2001      | CA Périgueux       | 35 - 18 | CA Brive           |
| 3 mars 2001      | US Colomiers       | 10 - 34 | SU Agen            |
| 3 mars 2001      | Stade rochelais    | 45 - 5  | US Montauban       |
| 3 mars 2001      | US Marmande        | 29 - 0  | CA Bègles Bordeaux |

### Groupe 3
| no | Club                | Pts | J | V | N | D | Bo. | Diff. |
| -- | ------------------- | --- | - | - | - | - | --- | ----- |
| 1  | AS Montferrand      | 29  | 6 | 6 | 0 | 0 | 5   | 328   |
| 2  | FC Grenoble         | 24  | 6 | 5 | 0 | 1 | 4   | 111   |
| 3  | Stade français CASG | 20  | 6 | 4 | 0 | 2 | 4   | 104   |
| 4  | CS Bourgoin-Jallieu | 20  | 6 | 4 | 0 | 2 | 4   | 101   |
| 5  | Stade aurillacois   | 12  | 6 | 2 | 1 | 3 | 2   | 1     |
| 6  | FCS Rumilly         | 8   | 6 | 1 | 1 | 4 | 2   | -134  |
| 7  | RC Aubenas          | 4   | 6 | 1 | 0 | 5 | 0   | -188  |
| 8  | Racing CF           | 1   | 6 | 0 | 0 | 6 | 1   | -323  |

| Date             | Équipe (domicile)   | Score    | Équipe (extérieur)  |
| ---------------- | ------------------- | -------- | ------------------- |
| 4 novembre 2000  | Racing CF           | 16 - 33  | AS Montferrand      |
| 5 novembre 2000  | RC Aubenas          | 19 - 29  | CS Bourgoin-Jallieu |
| 5 novembre 2000  | FCS Rumilly         | 21 - 23  | FC Grenoble         |
| 5 novembre 2000  | Stade aurillacois   | 30 - 35  | Stade français CASG |
| 11 novembre 2000 | AS Montferrand      | 84 - 10  | RC Aubenas          |
| 12 novembre 2000 | FC Grenoble         | 41 - 17  | Stade français CASG |
| 12 novembre 2000 | Racing CF           | 19 - 20  | Stade aurillacois   |
| 12 novembre 2000 | FCS Rumilly         | 29 - 68  | CS Bourgoin-Jallieu |
| 18 novembre 2000 | CS Bourgoin-Jallieu | 23 - 27  | AS Montferrand      |
| 19 novembre 2000 | RC Aubenas          | 16 - 14  | FC Grenoble         |
| 19 novembre 2000 | Stade aurillacois   | 5 - 18   | FCS Rumilly         |
| 19 novembre 2000 | Stade français CASG | 103 - 15 | Racing CF           |
| 3 février 2001   | AS Montferrand      | 160 - 3  | Racing CF           |
| 3 février 2001   | CS Bourgoin-Jallieu | 32 - 7   | RC Aubenas          |
| 3 février 2001   | FC Grenoble         | 71 - 20  | FCS Rumilly         |
| 3 février 2001   | Stade français CASG | 39 - 21  | Stade aurillacois   |
| 17 février 2001  | RC Aubenas          | 17 - 69  | AS Montferrand      |
| 17 février 2001  | CS Bourgoin-Jallieu | 72 - 17  | FCS Rumilly         |
| 17 février 2001  | Stade aurillacois   | 54 - 18  | Racing CF           |
| 17 février 2001  | Stade français CASG | 16 - 23  | FC Grenoble         |
| 3 mars 2001      | AS Montferrand      | 41 - 17  | CS Bourgoin-Jallieu |
| 3 mars 2001      | FC Grenoble         | 43 - 14  | RC Aubenas          |
| 3 mars 2001      | Racing CF           | 16 - 40  | Stade français CASG |
| 3 mars 2001      | FCS Rumilly         | 14 - 14  | Stade aurillacois   |

### Groupe 4
| no | Club              | pts | J | V | N | D | Bo. | Diff. |
| -- | ----------------- | --- | - | - | - | - | --- | ----- |
| 1  | USA Perpignan     | 20  | 4 | 4 | 0 | 0 | 4   | 194   |
| 2  | Castres olympique | 20  | 4 | 4 | 0 | 0 | 4   | 110   |
| 3  | Stade toulousain  | 19  | 4 | 4 | 0 | 0 | 3   | 79    |
| 4  | AS Béziers        | 13  | 4 | 3 | 0 | 1 | 1   | 52    |
| 5  | RC Narbonne       | 11  | 4 | 2 | 0 | 2 | 3   | 19    |
| 6  | Montpellier RC    | 6   | 4 | 1 | 0 | 3 | 2   | -74   |
| 7  | RC Nîmes          | 2   | 4 | 0 | 0 | 4 | 2   | -122  |
| 8  | Istres Sports     | 1   | 4 | 0 | 0 | 4 | 1   |       |

## Phase finale
Les quarts et demi-finales sont tirés au sort par l'organisateur.
|  | Quarts de finale  | Quarts de finale  | Quarts de finale | Quarts de finale |                |                | Demi-finales | Demi-finales | Demi-finales | Demi-finales |  |  | Finale                                | Finale                                | Finale                                | Finale                                |
|  |                   |                   |                  |                  |                |                |              |              |              |              |  |  |                                       |                                       |                                       |                                       |
|  | 17 mars 2001      | 17 mars 2001      | 17 mars 2001     | 17 mars 2001     |                |                | 24 mars 2001 | 24 mars 2001 | 24 mars 2001 | 24 mars 2001 |  |  | 8 avril 2001, Stade Sapiac, Montauban | 8 avril 2001, Stade Sapiac, Montauban | 8 avril 2001, Stade Sapiac, Montauban | 8 avril 2001, Stade Sapiac, Montauban |
|  | 17 mars 2001      | 17 mars 2001      | 17 mars 2001     | 17 mars 2001     |                |                | 24 mars 2001 | 24 mars 2001 | 24 mars 2001 | 24 mars 2001 |  |  | 8 avril 2001, Stade Sapiac, Montauban | 8 avril 2001, Stade Sapiac, Montauban | 8 avril 2001, Stade Sapiac, Montauban | 8 avril 2001, Stade Sapiac, Montauban |
|  | AS Montferrand    | AS Montferrand    | 27               | 27               |                |                | 24 mars 2001 | 24 mars 2001 | 24 mars 2001 | 24 mars 2001 |  |  | 8 avril 2001, Stade Sapiac, Montauban | 8 avril 2001, Stade Sapiac, Montauban | 8 avril 2001, Stade Sapiac, Montauban | 8 avril 2001, Stade Sapiac, Montauban |
|  | AS Montferrand    | AS Montferrand    | 27               | 27               |                |                | 24 mars 2001 | 24 mars 2001 | 24 mars 2001 | 24 mars 2001 |  |  | 8 avril 2001, Stade Sapiac, Montauban | 8 avril 2001, Stade Sapiac, Montauban | 8 avril 2001, Stade Sapiac, Montauban | 8 avril 2001, Stade Sapiac, Montauban |
|  | Stade rochelais   | Stade rochelais   | 26               | 26               |                |                | 24 mars 2001 | 24 mars 2001 | 24 mars 2001 | 24 mars 2001 |  |  | 8 avril 2001, Stade Sapiac, Montauban | 8 avril 2001, Stade Sapiac, Montauban | 8 avril 2001, Stade Sapiac, Montauban | 8 avril 2001, Stade Sapiac, Montauban |
|  | Stade rochelais   | Stade rochelais   | 26               | 26               | AS Montferrand | AS Montferrand | 44           | 44           |              |              |  |  | 8 avril 2001, Stade Sapiac, Montauban | 8 avril 2001, Stade Sapiac, Montauban | 8 avril 2001, Stade Sapiac, Montauban | 8 avril 2001, Stade Sapiac, Montauban |
|  | 17 mars 2001      |                   |                  |                  | AS Montferrand | AS Montferrand | 44           | 44           |              |              |  |  | 8 avril 2001, Stade Sapiac, Montauban | 8 avril 2001, Stade Sapiac, Montauban | 8 avril 2001, Stade Sapiac, Montauban | 8 avril 2001, Stade Sapiac, Montauban |
|  |                   |                   | Section paloise  | Section paloise  | 36             | 36             |              |              |              |              |  |  | 8 avril 2001, Stade Sapiac, Montauban | 8 avril 2001, Stade Sapiac, Montauban | 8 avril 2001, Stade Sapiac, Montauban | 8 avril 2001, Stade Sapiac, Montauban |
|  | Section paloise   | Section paloise   | Section paloise  | Section paloise  | 36             | 36             | 44           | 44           |              |              |  |  | 8 avril 2001, Stade Sapiac, Montauban | 8 avril 2001, Stade Sapiac, Montauban | 8 avril 2001, Stade Sapiac, Montauban | 8 avril 2001, Stade Sapiac, Montauban |
|  | Section paloise   | Section paloise   | 24 mars 2001     |                  |                |                | 44           | 44           |              |              |  |  | 8 avril 2001, Stade Sapiac, Montauban | 8 avril 2001, Stade Sapiac, Montauban | 8 avril 2001, Stade Sapiac, Montauban | 8 avril 2001, Stade Sapiac, Montauban |
|  | FC Grenoble       | FC Grenoble       | 17               | 17               |                |                |              |              |              |              |  |  | 8 avril 2001, Stade Sapiac, Montauban | 8 avril 2001, Stade Sapiac, Montauban | 8 avril 2001, Stade Sapiac, Montauban | 8 avril 2001, Stade Sapiac, Montauban |
|  | FC Grenoble       | FC Grenoble       | 17               | 17               | AS Montferrand | AS Montferrand | 34           | 34           |              |              |  |  |                                       |                                       |                                       |                                       |
|  | 17 mars 2001      |                   |                  |                  | AS Montferrand | AS Montferrand | 34           | 34           |              |              |  |  |                                       |                                       |                                       |                                       |
|  |                   |                   | FC Auch          | FC Auch          | 24             | 24             |              |              |              |              |  |  |                                       |                                       |                                       |                                       |
|  | FC Auch           | FC Auch           | FC Auch          | FC Auch          | 24             | 24             | 45           | 45           |              |              |  |  |                                       |                                       |                                       |                                       |
|  | FC Auch           | FC Auch           |                  |                  |                |                |              |              |              |              |  |  |                                       |                                       |                                       |                                       |
|  | Castres olympique | Castres olympique | 27               | 27               |                |                |              |              |              |              |  |  |                                       |                                       |                                       |                                       |
|  | Castres olympique | Castres olympique | 27               | 27               | FC Auch        | FC Auch        | 38           | 38           |              |              |  |  |                                       |                                       |                                       |                                       |
|  | 17 mars 2001      |                   |                  |                  | FC Auch        | FC Auch        | 38           | 38           |              |              |  |  |                                       |                                       |                                       |                                       |
|  |                   |                   | USA Perpignan    | USA Perpignan    | 33             | 33             |              |              |              |              |  |  |                                       |                                       |                                       |                                       |
|  | USA Perpignan     | USA Perpignan     | USA Perpignan    | USA Perpignan    | 33             | 33             | 61           | 61           |              |              |  |  |                                       |                                       |                                       |                                       |
|  | USA Perpignan     | USA Perpignan     |                  |                  |                |                |              | 61           |              |              |  |  |                                       |                                       |                                       |                                       |
|  | CA Périgeux       | CA Périgeux       | 19               | 19               |                |                |              |              |              |              |  |  |                                       |                                       |                                       |                                       |
|  | CA Périgeux       | CA Périgeux       | 19               | 19               |                |                |              |              |              |              |  |  |                                       |                                       |                                       |                                       |
|  |                   |                   |                  |                  |                |                |              |              |              |              |  |  |                                       |                                       |                                       |                                       |

## Finale
| 31 mars 2001 15 h | AS Montferrand | 34 - 24 (22 - 8) | FC Auch Gers | Stade Sapiac, Montauban 3 500 spectateurs Arbitre : Roger Duhau |
| 31 mars 2001 15 h | Essai(s) : 5 Nadau (2e), Hiot (13e), Marlu (24e), Guntert (45e), Boome (80e+2) Transformation(s) : 3 Nicol (2e, 24e, 80e+2) Pénalité(s) : 1 Nicol (39e) |                  | Essai(s) : 3 Saint-Lary (5e), Dhien (56e, 76e) Pénalité(s) : 3 Bortolussi (21e, 42e, 60e) Carton(s) jaune(s) : 1 Dalgalarondo (41e) | Stade Sapiac, Montauban 3 500 spectateurs Arbitre : Roger Duhau |
| 31 mars 2001 15 h | |                  | | Stade Sapiac, Montauban 3 500 spectateurs Arbitre : Roger Duhau |

| AS Montferrand · Titulaires · Nicolas Nadau 15 · 76ee Jérémy Morante 14 · 33e Fabrice Ribeyrolles 13 · Jérôme Bory 12 · Jimmy Marlu 11 · Éric Nicol 10 · Matthieu Lazerges 9 · Christophe Dongieu 8 · 68e Alban Hiot 7 · Jérôme Bonvoisin 6 · Jérôme Thion 5 · 76ee Laurent Guntert 4 · 56e Paul Burnell 3 · 68ee Yves Pedrosa 2 · Brendan Reidy 1 · Remplaçants · 76ee Bertrand Guilloux 16 · 33ee Stéphane Robert 17 · 68ee Selborne Boome 18 · 76ee David Barrier 19 · 56ee Pierre Capdevielle 20 · 68ee Marco Caputo 21 · Kevin Dalzell 22 · Entraîneur · Tim Lane |  |  |  | FC Auch · Titulaires · 15 Gilles Danglade · 14 David Bortolussi 61e · 13 Christophe Dalgalarondo · 12 Jérôme Gay · 11 Raphaël Bastide · 10 Ludovic Courtade · 9 Stephen Lericheux 82e · 8 Gérald Awono 72e · 7 Jérôme Dhien · 6 Stephan Saint-Lary · 5 Paul Guffroy 58e · 4 Thierry Lavergne · 3 Pablo Martinez 53e · 2 Meimoana Mafutuna 82e · 1 Franck Gentil 53e · Remplaçants · 16 Leblanc 61e · 17 Joan Wencker 82e · 18 Grégory Patat 72e · 19 Yannick Lacrouts 53e · 20 Gardey 82e · 21 Bruno Soucek 53e · 22 Emmanuel Lunardi 58e · Entraîneur · Henry Broncan |